# Кастельбук

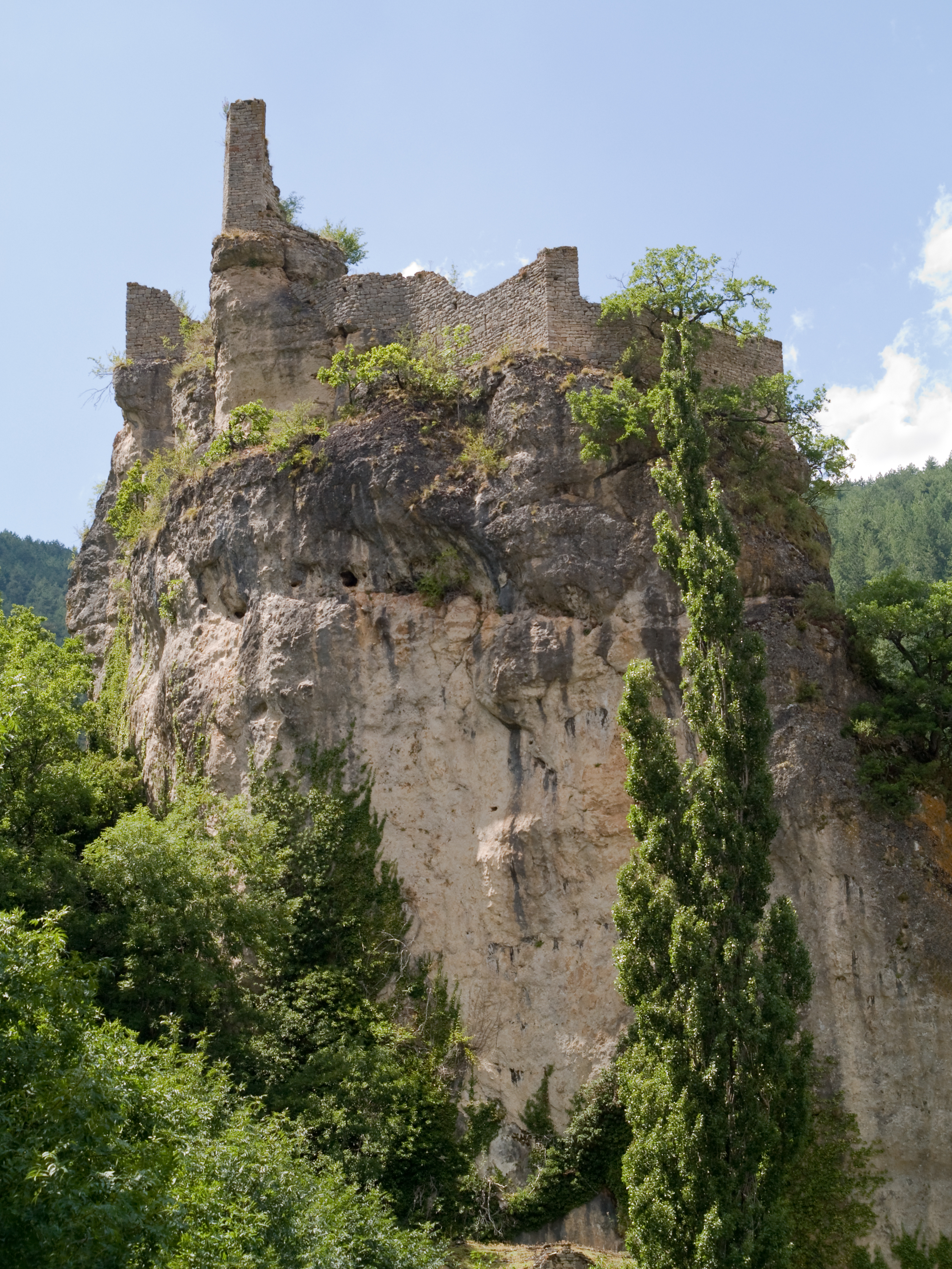
Кастельбук

Замок Кастельбук (фр. Château de Castelbouc) — разрушенный замок в Тарнском ущелье неподалёку от Сент-Эними в департаменте Лозер (Лангедок-Руссильон). 
Первое упоминание о замке относится к XII веку, когда он находился в собственности Этьена Кастельбука, одного из вассалов Эли де Монбрена — предводителя ордена тамплиеров в местности Ларзак. В XVI веке бароны Жевордану прибегли к умышленному разрушению многочисленных замков, чтобы там не смогли основаться гугенотские беженцы. В 1592 году претерпел разрушения и замок Кастельбук.